# Friesodielsia alpina
Friesodielsia alpina är en kirimojaväxtart som först beskrevs av James Sinclair och som fick sitt nu gällande namn av Cornelis Gijsbert Gerrit Jan van Steenis.
Friesodielsia alpina ingår i släktet Friesodielsia och familjen kirimojaväxter. Inga underarter finns listade i Catalogue of Life.